# Ростовцев, Яков Иванович
Яков Иванович Ростовцев (Ростовцов; 28 декабря 1803 [9 января 1804], Санкт-Петербург — 6 [18] февраля 1860, там же) — военный и государственный деятель Российской империи, генерал-адъютант (1849) и генерал от инфантерии (1859), главноначальствующий военно-учебными заведениями (с 1849); герой военных кампаний николаевской эпохи, в начале царствования Александра II — один из главных разработчиков крестьянской реформы 1861 года, председатель Редакционных комиссий.

## Биография
Родился 28 декабря 1803 (9 января 1804) года в дворянской семье Ивана Ивановича Ростовцева (1764—31.08.1807), директора училищ Санкт-Петербургской губернии, и его жены Александры Ивановны, урождённой Кусовой (1778—1843), дочери купца-миллионера И. В. Кусова.
Воспитывался в Пажеском корпусе, где запомнился наклонностью к шалостям, но в целом учился хорошо. В 1822 году произведён в прапорщики лейб-гвардии Егерского полка. В 1825 году произведён в подпоручики и назначен исполняющим должность старшего адъютанта гвардейской пехоты.
По показанию Е. П. Оболенского «за несколько недель до 27-го ноября» Ростовцев был принят им в «Северное общество», но таким образом, что на следствии Ростовцев указал, что даже не знал названия этого тайного общества; 12 декабря 1825 года в письме Николаю Павловичу Ростовцев донёс будущему императору о возможном заговоре (декабристов). Самим же знакомым декабристам — Е. П. Оболенскому и К. Ф. Рылееву — он рассказал о встрече с наследником.
В своём дневнике А. В. Никитенко, в записи от 1 января 1826 года, написал: «сегодня Я. И. Ростовцев в первый раз вышел из комнаты после болезни от ран, полученных им в бедственный день 14 декабря».

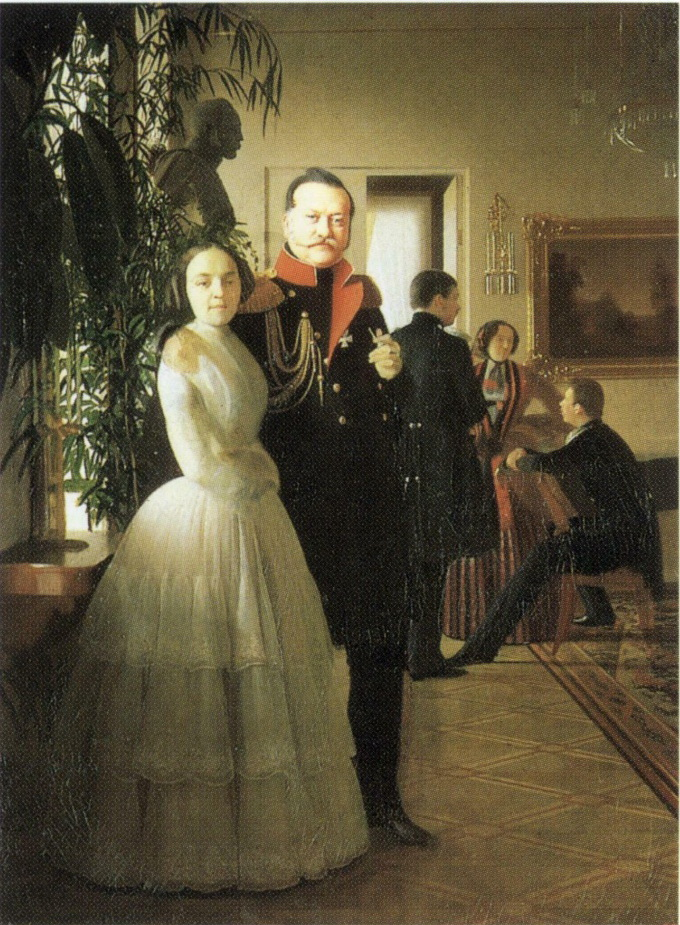
В запасниках Русского музея хранится неоконченный портрет семьи Ростовцевых начала 1850-х годов работы С. К. Зарянко.

С 18 декабря — поручик. В 1828 году был назначен адъютантом великого князя Михаила Павловича и сопровождал его в турецкой кампании 1828 года и польской 1831 года; в 1831 году он был назначен дежурным штаб-офицером по управлению Главного начальника военно-учебных заведений. С 8 ноября 1833 года — полковник. В 1835 году был назначен начальником штаба великого князя по управлению военно-учебными заведениями и сохранил эту должность, когда управление военно-учебными заведениями, после кончины великого князя, было вверено наследнику-цесаревичу; 16 апреля 1841 года произведён в генерал-майоры.
Был награждён орденами: Святого Станислава 1-й степени (28.03.1843), Святого Георгия 4-й степени (№ 6927 по списку Григоровича — Степанова; 04.12.1843), Святого Владимира 2-й степени (26.02.1847); 6 декабря 1850 года был произведён в генерал-лейтенанты.
С 18 октября 1849 по 6 февраля 1860 года был Главноначальствующим военно-учебными заведениями. Заботился об улучшении учебной части в военно-учебных заведениях, привлекал лучших преподавателей, поощрял отправление молодых людей за границу для подготовления к педагогической деятельности; составил свод законов о военно-учебных заведениях (1837), «положение» об управлении ими (1843) и «наставление» для образования их воспитанников (1848). Ввёл в практику систему, при которой генералы штаба вузов периодически направлялись на временное исполнение должностей директоров кадетских корпусов. По этой системе в 1841 году сам возглавил 2-й кадетский корпус, директор которого убыл в годичный отпуск. Разработал план издания журнала для воспитанников военно-учебных заведений («Журнал для чтения воспитанникам военно-учебных заведений»), одобренный Николаем I, и стал главным редактором этого журнала; 27 марта 1855 года назначен членом Государственного совета.

## Освобождение крестьян
В начале 1857 года Ростовцев был назначен членом негласного комитета (с 1858 года — главный комитет) по крестьянскому делу и был одним из трёх членов образованной при комитете комиссии, для рассмотрения сообщенных ему проектов и записок. Он принял это назначение вследствие настояний Государя, желавшего иметь в комитете лицо, пользовавшееся полным его доверием. Сначала Яков Иванович относился недоверчиво к задуманной реформе; это отразилось на составленной им программе деятельности губернских комитетов, по которой за помещиками должны были быть сохранены вотчинные права в большем размере, чем по неутверждённому проекту Ланского, как составление положений о крестьянах, так и приведение их в действие должно быть передано в руки губернских комитетов; применение положений к отдельным имениям имели произвести и объявить крестьянам сами владельцы их; крестьяне получали лишь потомственное пользование усадебной землёй.
В июле 1858 года Яков Ростовцев был назначен одним из четырёх членов комиссии для предварительного рассмотрения проектов положений, поступавших из губернских комитетов. Отправившись летом того же года в заграничный отпуск, Ростовцев посвятил свой досуг изучению литературы крестьянского вопроса и после того радикально изменил свои взгляды на реформу. Причины этой перемены в точности неизвестны: есть предположение, что во время пребывания в Дрездене сын его, Александр, находясь при смерти, заклинал его действовать на пользу русского народа; возможно также, что, находясь за границей, Яков Иванович присмотрелся к быту тамошних крестьян и сравнил его с жизнью русского мужика. Во всяком случае, по возвращении в Россию Ростовцев является сторонником освобождения, каким его понимали лучшие деятели крестьянской реформы. Свои мысли Яков Ростовцев изложил в четырёх письмах, написанных им Государю из Вильдбада, Карлсруэ и Дрездена. Извлечение из этих писем, сделанное самим Ростовцевым, обсуждалось главным комитетом под личным председательством Государя; в том же духе были составлены и правила, данные в руководство комитету.
Когда в начале 1859 года были учреждены редакционные комиссии, на Ростовцева было возложено председательство в них, с правом дать им внутреннее устройство по его ближайшему усмотрению. В первых заседаниях комиссий Яков Иванович подробно изложил свои мысли об основаниях реформы: «Никто из людей мыслящих, просвещённых и отечество своё любящих, — писал он, — не может быть против освобождения крестьян. Человек человеку принадлежать не должен. Человек не должен быть вещью», одобренные императором: освобождение крестьян с землёю, выкуп при посредстве правительства, сокращение, по возможности, переходного срочнообязанного состояния, перевод крестьян с барщины на оброк, самоуправление освобожденных крестьян в их сельском быту. С точки зрения Ростовцева, единственно приемлемым мог бы быть проект полтавского помещика Позена. «Этот проект, — писал он, — вполне практический, умеряющий все опасения, обеспечивающий все интересы, обильный благими последствиями введения ипотечной системы, был бы превосходен, если б, во-первых, указал финансовые для осуществления своего средства, во-вторых, был бы окончательно развит в административном отношении». Ростовцев начал работу в комиссиях, по его словам, «с молитвою, с благоговением, со страхом, с чувством долга»; до самой своей смерти он давал направление всем их работам, соглашал возникавшие разномыслия; впервые применил гласность при разработке законодательных мер, напечатав «труды» комиссий в количестве 3000 экземпляров для рассылки всем лицам, которые могли оказаться полезными делу. С 3 (15) сентября 1859 года — генерал от инфантерии.
Яков Иванович Ростовцев умер 6 февраля 1860 года, не успев завершить дела реформы, хотя, впрочем, главнейшие части проекта «Положения о крестьянах» были уже выработаны; составленная им перед смертью для государя записка по крестьянскому делу послужила, по Высочайшему повелению, наставлением для дальнейшей деятельности редакционных комиссий под председательством графа В. Н. Панина [она была напечатана в небольшом числе экземпляров для членов главного комитета и других лиц и перепечатана в герценовских «Голосах из России» (1860), «Русском архиве» (1868) и «Русской старине» (1880, XXVII)].
После издания Манифеста 19 февраля об отмене крепостного права была возложена, по высочайшему повелению, на гробницу Ростовцева в Фёдоровской церкви Александро-Невской лавры золотая медаль, установленная за труды по освобождению крестьян.

## Награды
- Орден Святого Владимира 4-й степени с бантом (01.07.1828)
- Знак отличия за военное достоинство 4-й степени (1831)
- Орден Святой Анны 2-й степени (25.02.1832)
- Императорская корона к ордену Святой Анны 2-й степени (08.11.1833)
- Орден Святого Владимира 3-й степени (06.12.1835)
- Орден Святого Станислава 1-й степени (28.03.1843)
- Орден Святого Георгия 4-й степени (04.12.1843)
- Орден Святой Анны 1-й степени (17.03.1845)
- Орден Святого Владимира 2-й степени (26.02.1847)
- Орден Белого орла (06.12.1851)
- Орден Святого Александра Невского (06.12.1853)
- Бриллиантовые знаки к ордену Святого Александра Невского (26.08.1856)
- Орден Святого Владимира 1-й степени с мечами (17.04.1858)
- Знак отличия беспорочной службы за XX лет (22.08.1843)
- Знак отличия беспорочной службы за XXV лет (22.08.1849)
- Знак отличия беспорочной службы за XXX лет (22.08.1854)

## Семья

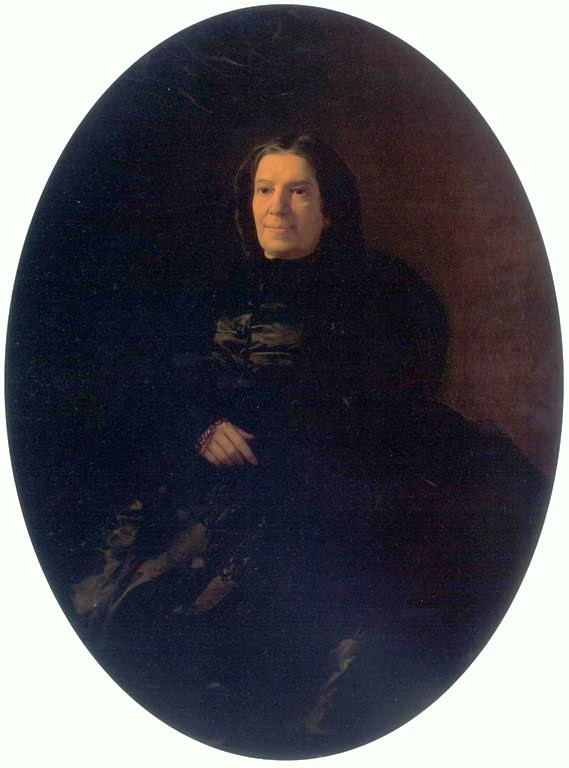
Вера Николаевна на портрете Н. Н. Ге (1861)

Жена (с 27.10.1829 года) — Вера Николаевна Эмина (1807—1888), дочь литератора Николая Эмина, по матери, урождённой Хмельницкой, приходилась родной племянницей писателю Николаю Хмельницкому. Венчалась в Петербурге в церкви Св. Архистратига Михаила в Михайловском дворце. За заслуги мужа была пожалована в кавалерственные дамы ордена Св. Екатерины (1850). Ростовцева имела репутацию передовой женщины. Вместе с Анной Философовой принимала участие в учреждении Общества женского труда. С 1860 года состояла зам. председательницей Общества дешёвых квартир, с 1863 года — член Женской издательской артели, с 1864 года — попечительница Александро-Мариинского детского приюта. Дети (помимо умерших в младенчестве):
- Николай (1831—1897), генерал-лейтенант, военный губернатор в Самарканде.
- Михаил (1832—1870), полковник, флигель-адъютант; холост.
- Александра (1833—1836)
- Вера (1835—1837)
- Александра (1836—1855)

По завершении крестьянской реформы вдова Ростовцева и здравствующие на этот момент сыновья с их нисходящими потомками были возведены в графское достоинство.

## Литературное наследие
В 1820-х годах Яков Иванович Ростовцев напечатал несколько пьес в журналах и трагедию «Персей» (1823); отрывки из его трагедии «Дмитрий Пожарский» напечатаны в 1827 году в «Московском Вестнике»; два позднейших стихотворения Ростовцева приведены в «Русской старине» (1870, II).
Обширное собрание бумаг Ростовцева было передано барону Гакстгаузену для сочинения его о крестьянской реформе в России (Лпц., 1866) и издано вполне А. Скребицким («Крестьянское дело в царствование имп. Александра II», Бонн-на-Рейне, 1862—68).